# Chopin i jego Europa
Międzynarodowy Festiwal Muzyczny Chopin i jego Europa – międzynarodowy festiwal muzyczny pod dyrekcją Stanisława Leszczyńskiego organizowany od 2005 w Warszawie przez Narodowy Instytut Fryderyka Chopina przedstawiający muzykę europejską od klasycyzmu do współczesności w kontekście jej związku z życiem i twórczością polskiego pianisty, kompozytora i pedagoga Fryderyka Chopina. Projekt programu rządowego „Dziedzictwo Fryderyka Chopina 2010”.
Koncerty odbywają się w Sali Koncertowej i Kameralnej Filharmonii Narodowej, Studiu Koncertowym Polskiego Radia im. Witolda Lutosławskiego, na scenie Teatru Wielkiego – Opery Narodowej oraz w Domu Urodzenia Fryderyka Chopina w Żelazowej Woli.
Atrakcją festiwalu jest wykonywanie części utworów na fortepianach historycznych Érarda z 1849, Pleyela z 1848 i kopii Grafa z ok. 1819.

## Edycje

### I. Inauguracja
Pierwsza edycja festiwalu odbyła się pomiędzy 2 a 10 września 2005 pod patronatem honorowym ministra kultury – Waldemara Dąbrowskiego i prezydenta Warszawy – Lecha Kaczyńskiego. W trakcie festiwalu odbyło się 8 koncertów (6 symfonicznych i 2 recitale).

### II. Od Mozarta do Friedricha Guldy
Druga edycja festiwalu (o podtytule Od Mozarta do Friedricha Guldy) odbyła się pomiędzy 19 a 31 sierpnia 2006 pod koordynacją Shoji Sato. Festiwal stanowił część obchodów 250. rocznicy urodzin Wolfganga Amadeusa Mozarta, a jednocześnie miał przypomnieć zmarłego sześć lat wcześniej pianistę i kompozytora Friedricha Guldę. W trakcie festiwalu odbyło się 12 koncertów (8 symfonicznych, 3 recitale i 1 kameralny).

### III. Wokół Wielkiego Romantyzmu
Trzecia edycja festiwalu (o podtytule Wokół Wielkiego Romantyzmu Od Mozarta do Tomasza Stańki) odbyła się pomiędzy 15 a 31 sierpnia 2007 pod patronatem honorowym prezydenta Rzeczypospolitej Polskiej Lecha Kaczyńskiego, ministra kultury i dziedzictwa narodowego Kazimierza Michała Ujazdowskiego i prezydenta Miasta Stołecznego Warszawy Hanny Gronkiewicz-Waltz. Jedną z atrakcji festiwalu był koncert Makoto Ozone i Tomasza Stańki. W trakcie festiwalu odbyło się 17 koncertów (8 symfonicznych oraz 9 recitali fortepianowych i koncertów kameralnych).

### IV. Od Pogorelicia do Czajkowskiego
Czwarta edycja festiwalu (o podtytule Od Pogorelicia do Czajkowskiego) odbyła się pomiędzy 15 a 31 sierpnia 2008. Podtytuł nawiązywał zarówno do słynnego rosyjskiego kompozytora Piotra Czajkowskiego, jak też do mniej znanego Andrzeja Czajkowskiego. Atrakcją tej edycji był występ Ivo Pogorelicia. W trakcie festiwalu odbyło się 21 koncertów (8 symfonicznych, 12 recitali – w tym debiut Piotra Różańskiego – i 1 kameralny).

### V. Od Staiera do Staiera
Piąta edycja festiwalu (o podtytule Od Staiera do Staiera) odbyła się pomiędzy 16 a 31 sierpnia 2009. Podtytuł festiwalu pochodzi od nazwiska pianisty i wirtuoza fortepianów historycznych – Andreasa Staiera.
W trakcie festiwalu odbyło się 25 koncertów.

### VI. Rok Chopinowski
Szósta edycja festiwalu (o podtytule Rok Chopinowski) odbyła się pomiędzy 1 a 31 sierpnia 2010. Festiwal stanowił część ogólnopolskich obchodów 200. rocznicy urodzin Fryderyka Chopina. W trakcie festiwalu odbyło się ponad 50 koncertów.

### VII. Od Mahlera do Liszta i Noskowskiego
Siódma edycja festiwalu (o podtytule Od Mahlera do Liszta i Noskowskiego) odbyła się pomiędzy 16 sierpnia a 1 września 2011. Podtytuł nawiązywał do 200. rocznicy urodzin Ferenca Liszta i 100. rocznicy śmierci Gustava Mahlera, a jednym z celów festiwalu było przybliżenie publiczności osoby i dorobku Zygumunta Noskowskiego. Atrakcją VII edycji były występy laureatów XVI Konkursu Chopinowskiego, m.in. Julianny Awdiejewej i Daniiła Trifonowa. W trakcie festiwalu odbyło się prawie 30 koncertów.

### VIII. Od Bacha do Debussy'ego i Kilara
Ósma edycja festiwalu (o podtytule Od Bacha do Debussy'ego i Kilara) odbyła się pomiędzy 17 a 31 sierpnia 2012. Podtytuł nawiązywał do 150. rocznicy urodzin Debussy'ego i osiemdziesiątych urodzin Wojciecha Kilara. W trakcie festiwalu odbyło się 19 koncertów.

### IX. Od Chopina do Lutosławskiego
Dziewiąta edycja festiwalu (o podtytule Od Chopina do Lutosławskiego) odbyła się pomiędzy 15 sierpnia a 1 września 2013. Podtytuł nawiązywał do 100. rocznicy urodzin Witolda Lutosławskiego. W trakcie festiwalu odbyło się prawie 30 koncertów, a także Maraton Chopinowski w Muzeum Fryderyka Chopina w Warszawie z okazji setnych urodzin Jana Ekiera.

### X. Od Chopina i Griega do Panufnika
Dziesiąta edycja Festiwalu (o podtytule Od Chopina i Griega do Panufnika) odbyła się pomiędzy 15 a 31 sierpnia 2014. Podtytuł nawiązywał do twórczości norweskiego kompozytora Edvarda Griega i 100. rocznicy urodzin polskiego kompozytora i dyrygenta Andrzeja Panufnika. Dwa dni przed rozpoczęciem festiwalu zmarł Frans Brüggen, założyciel i dyrygent Orkiestry XVIII wieku, która mimo to wystąpiła w Warszawie. W trakcie festiwalu odbyło się ponad 30 koncertów.

### XI. Przed wielkim Konkursem. Od Chopina do Skriabina
Jedenasta edycja Festiwalu (o podtytule Przed wielkim Konkursem. Od Chopina do Skriabina) odbyła się pomiędzy 15 a 29 sierpnia 2015. Podtytuł nawiązywał do XVII Międzynarodowego Konkursu Pianistycznego im. Fryderyka Chopina i 100. rocznicy śmierci rosyjskiego kompozytora Aleksandra Skriabina. W trakcie festiwalu odbyły się 32 koncerty.

### XII. Od Mozarta do Belliniego
Dwunasta edycja Festiwalu (o podtytule Od Mozarta do Belliniego) odbyła się pomiędzy 15 a 30 sierpnia 2016. Podtytuł nawiązywał do 260. rocznicy urodzin Wolfganga Amadeusa Mozarta oraz twórczości Vincenzo Belliniego. Występowali m.in. laureaci XVII Konkursu Chopinowskiego, w tym zwycięzca – Cho Seong-jin. Po raz pierwszy w historii festiwalu koncerty odbyły się również w Żelazowej Woli. 

### XIII. Przed Wielkim Jubileuszem – od Bacha do Chopina
Trzynasta edycja Festiwalu (o podtytule Przed Wielkim Jubileuszem – od Bacha do Chopina) odbyła się pomiędzy 12 a 30 sierpnia 2017. Podtytuł nawiązywał do planowanych na rok 2018 obchodów 100-lecia odzyskania niepodległości przez Polskę.

### XIV. Od Chopina do Paderewskiego
Czternasta edycja Festiwalu (o podtytule NIEPODLEGŁA – Od Chopina do Paderewskiego) odbyła się pomiędzy 9 a 31 sierpnia 2018. Podtytuł nawiązywał do nazwiska Ignacego Jana Paderewskiego – twórcy, którego dziedzictwo przyczyniło się odzyskania przez Polskę niepodległości.

### XV. Od Chopina do Moniuszki
Piętnasta edycja Festiwalu (o podtytule Od Chopina do Moniuszki) odbyła się pomiędzy 14 sierpnia a 1 września 2019. Podtytuł nawiązywał do 200. rocznicy urodzin Stanisława Moniuszki.

## Artyści

### Solowi
| - Hinrich Alpers - Nicholas Angelich - Martha Argerich - Julianna Awdiejewa - Andrzej Bauer - Kristian Bezuidenhout - Rafał Blechacz - Marta Boberska - Stanisław Bunin - Renaud Capuçon - Wendy Chen - Đặng Thái Sơn - Nikołaj Demidenko - Peter Donohoe - Michel Dalberto - Isabelle Faust - Nelson Freire - Fu Cong | - Philippe Giusiano - Nelson Goerner - Ryszard Groblewski - Markus Groh - Maciej Grzybowski - Paul Gulda - Rico Gulda - François-Frédéric Guy - Ivett Gyöngyösi - Kuba Jakowicz - Rudolf Jansen - Dina Joffe - Ka Ling Colleen Lee - Kevin Kenner - Marta Kowalczyk - Michie Koyama - Sławomir Kurkiewicz - Piers Lane | - George Emmanuel Lazaridis - Magdalena Lisak - Jan Lisiecki - Aleksiej Lubimow - Nikołaj Ługanski - Ewa Marciniec - Aleksandr Mielnikow - Andrea Menafra - Michał Miśkiewicz - Olli Mustonen - Szymon Nehring - Radek Nowicki - Garrick Ohlsson - Janusz Olejniczak - Makoto Ozone - Ewa Pobłocka - Ivo Pogorelić - Roland Pöntinen | - Piotr Różański - Martin Sandhoff - Andreas Schmidt - Tatjana Szebanowa - Howard Shelley - Rafał Siwek - Katia Skanawi - Grigorij Sokołow - Tomasz Stańko - Jewgienij Sudbin - Wojciech Świtała - Christian Tetzlaff - Sergio Tiempo - Daniił Trifonow - Gilles Vonsattel - Jakub Waszczeniuk - Adam Zdunikowski - Lilija Zilberstein |

### Zespoły
- Orkiestra Symfoniczna Filharmonii Narodowej
- Orkiestra XVIII Wieku
- Chór Filharmonii Narodowej (pod kierownictwem Henryka Wojnarowskiego)
- Sinfonia Varsovia
- Kawalerowie Błotni
- Trio Andrzeja Jagodzińskiego
- Concerto Köln

### Dyrygenci
- Antoni Wit
- Frans Brüggen
- Alexandre Rabinovitch-Barakovsky
- Jerzy Maksymiuk
- Tada'aki Otaka
- Jacek Kaspszyk